# Geoffrey Warnock
Sir Geoffrey James Warnock (Leeds, 16 de agosto de 1923-Axford, Wiltshire, 8 de octubre de 1995) fue un filósofo inglés y vicerrector de la Universidad de Oxford. Antes de ser nombrado Sir en 1986 (año de la concesión del Honor), era conocido como G. J. Warnock.

## Biografía
Warnock nació en Neville House, Chapel Allerton, Leeds, West Yorkshire.
Hijo de James Warnock (1880 – 1953), Oficial de la Orden del Imperio Británico, médico de Irlanda del Norte, fue Capitán del Cuerpo Médico en la Royal Army, y Kathleen (Hall en su nacimiento; 1890 – 1979).
Los Warnocks vivieron más tarde en Grade II-listed, Pull Croft, Sutton Courtenay, Oxfordshire (históricamente Berkshire).
Warnock se educó en Winchester College. Sirvió en los Guardias irlandeses hasta 1945, antes de entrar en el New College, Oxford, con una beca classics. Fue elegido en la Hermandad de Magdalen College, Oxford, en 1949. Después de estar tres años en Brasenose College, volvió a Magdalen como Fellow y tutor en filosofía. En 1970, fue elegido Principal de Hertford Universidad, Oxford (1971–1988), donde tras él fue nombrada una asociación y una casa estudiantil. Fue también el Vicerrector de la Universidad de Oxford de 1981 a 1985.
Warnock, con el editor J. O. Urmson, preparó en 1961 la publicación póstuma de los Philosophical Papers del filósofo lingüístico J. L. Austin, su amigo y colega de Oxford. Warnock también reconstruyó desde las notas manuscritas de Austin  Sense and Sensibilia (1962).
Warnock se casó con Mary Wilson, una filósofa compañera de St Hugh´s College, Oxford, y más tarde Baronesa Warnock, en 1949. Tuvieron dos hijos y tres hijas. Se retiró para vivir cerca de Marlborough, Wiltshire, en 1988, y murió de una enfermedad degenerativa del pulmón en 1995 en Axford, Wiltshire.

## Trabajo
Para una lista más completa de los trabajos de Warnock, ver PhilPapers: 
- Berkeley, Penguin Books, 1953.

- English Philosophy Since 1900, 1st edition, Oxford University Press, 1958; 2nd edition, Oxford University Press, 1969.
- Contemporary Moral Philosophy (New studies in ethics), Palgrave Macmillan, 1967. ISBN 978-0333048979.
- The Object of Morality, Methuen, 1971. ISBN 0-416-13780-6.
- Morality and Language, Barnes & Noble. 1983
- J. L. Austin (The Arguments of the Philosophers), Routledge, 1989.